# Gertrud av Hohenburg
Gertrud av Hohenburg, född 1225, död 1281, var en drottning av Tyskland 1273-1281, gift med kung Rudolf I. 